# Лудвиг фон Хоенлое
Лудвиг фон Хоенлое (на немски: Ludwig von Hohenlohe; * пр. 1312; † между 18 февруари и 15 август 1356) е господар на Хоенлое и Уфенхайм-Шпекфелд.
Той е големият син на господар Албрехт II фон Хоенлое-Уфенхайм-Шпекфелд († 1312) и съпругата му графиня Аделхайд фон Берг-Шелклинген († 1310), дъщеря на граф Улрих III фон Берг-Шелклинген († сл. 1316) и Луитгард фон Калв.
Брат е на Готфрид († 1326), каноник в Бамберг, Фридрих († 1352), епископ на Бамберг (1345 – 1352), Албрехт († 1372), епископ на Вюрцбург (1350 – 1372) и Хайнрих († 15 октомври 1356), каноник в Айхщет и във Вюрцбург (1346 – 1356). Сестрите му са: Анна († сл. 1340), омъжена 1317 г. за граф	Бертхолд X фон Хенеберг († 1340), и Елизабет († 1344), омъжена 1317 г. за граф Лудвиг VII фон Ринек († 1330).

## Фамилия
Лудвиг фон Хоенлое се жени пр. 16 август 1326 г. за Елизабет фон Насау-Вайлбург-Висбаден (* ок. 1326, † ок. 1370), дъщеря на граф Герлах I фон Насау-Висбаден (1288 – 1361) и първата му съпруга ландграфиня Агнес фон Хесен (1292 – 1332). Тя е внучка на император Адолф от Насау. Те имат децата:
- Герлах фон Хоенлое-Ягтсберг-Уфенхайм-Ентзе (1344 – 1392), женен пр. 13 август 1358 г. за принцеса Маргарета Баварска (1325 – 1374), дъщеря на император Лудвиг IV Баварски (1282 – 1347) и Маргарета Холандска (1310 – 1356)
- Готфрид III фон Хоенлое-Уфенхайм-Ентзе († ок. 1387), женен пр. 10 юни 1369 г. за Анна фон Хенеберг († сл.1388), дъщеря на граф Йохан I фон Хенеберг-Шлойзинген
- Аделхайд фон Хоенлое-Уфенхайм-Ентзе-Шпекфелд († 1358/1359), омъжена I. пр. 25 юли 1357 г. за граф Гюнтер XXVI фон Шварцбург-Лойхтенбург-Хойерсверда († 1362), II. пр. 5 юли 1357 г. за Хайнрих фон Хелдрунген († сл.1382)
- Албрехт († сл. 1383), приор на манастир Хауг във Вюрцбург (1357)
- Фридрих († 11 ноември 1354), каноник в манастир Кларентал при Висбаден (1345 – 1354)
- Адолф († сл. 1370)
- Лудвиг (* 1332; † 10 май 1357), каноник в Бамберг (1339)
- Бертхолд († 24 февруари 1346?)